# چاییرالان
چاییرالان (به ترکی استانبولی: Çayıralan) شهری است در کشور ترکیه که در استان یوزگات واقع شده‌است. جمعیت این شهر بر اساس سرشماری سال ۲۰۰۸ میلادی ۸٬۰۳۹ نفر و بر اساس برآوردهای سال ۲۰۰۹ میلادی ۷٬۶۵۳ نفر می‌باشد.